# (32080) Sanashareef
2000 JG77 (asteroide 32080) é um asteroide da cintura principal. Possui uma excentricidade de 0.18221120 e uma inclinação de 3.77429º.
Este asteroide foi descoberto no dia 7 de maio de 2000 por LINEAR em Socorro.